# ودال اوییشن
ودال اوییشن (به انگلیسی: WDL Aviation) یک شرکت هواپیمایی است که در ۱۹۷۴ میلادی تأسیس شده‌است. دفتر مرکزی ودال اوییشن در کلن، آلمان واقع شده‌است.